# Parasitsmalmyra
Parasitsmalmyra (Doronomyrmex goesswaldi) är en myrart som först beskrevs av Heinrich Kutter 1967.  I den svenska databasen Dyntaxa används istället namnet Leptothorax goesswaldi. Enligt Catalogue of Life ingår parasitsmalmyra i släktet Doronomyrmex och familjen myror, men enligt Dyntaxa är tillhörigheten istället släktet smalmyror och familjen myror. IUCN kategoriserar arten globalt som sårbar. Enligt den svenska rödlistan är arten akut hotad i Sverige. Arten förekommer i Götaland. Artens livsmiljö är skogslandskap. Inga underarter finns listade i Catalogue of Life.